# フローレセントオレンジ
フローレセントオレンジ（Fluorescent orange）とは、セレクティブイエローやダークイエローに近い色で純色の一種。フローレセント（Fluorescent）は蛍光などを意味する。

## 近似色
- セレクティブイエロー
- ダークイエロー